# Криворізька єпархія УПЦ (МП)
Криворізька єпархія — єпархія РПЦвУ з центром у Кривому Розі.

## Історія
Перші храми на Криворіжжі були закладені запорізькими козаками, захисниками православної віри, які оселилися біля злиття двох рік — Інгульця й Саксагані. Перший храм в ім'я святителя Миколая був побудований ще 1761 року, про що свідчать історичні записи в архівах Херсонсько-Таврійської єпархії. 1775 року, указом отамана Війська Запорозького Петра Калнишевського було відкрито Поштову станцію, що й стало днем народження Кривого Рогу.
Першими святителями, які мали титул «Криворізький», стали вікарні архієреї Катеринославської губернії, нині Дніпропетровської області — новомученики руські, причислені до лику святих: священномученик Онуфрій (Гагалюк) і Порфирій (Гулевич).
Криворізька єпархія утворена 27 червня 1996 року рішенням синоду УПЦ МП виділенням з Дніпропетровскої єпархії. Рішенням синоду від 12 вересня 1996 року єпископом Криворізьким і Нікопольським визначено бути архімандриту Єфремові насельнику Свято-Успенської Києво-Печерської лаври.
До складу Криворізької єпархії увійшли такі райони: Апостолівський, Криворізький, Нікопольський, П'ятихатський, Томаківський, Широківський, а також міста обласного підпорядкування: Жовті Води, Марганець і Покров. Також до складу єпархії входили Верхньодніпровський, Криничанський, Солонянський райони і місто Кам'янське, які відійшли до складу створеної 23 грудня 2010 року Кам'янської єпархії.

## Устрій
Криворізька єпархія поділяється на 10 благочинь: Північне Криворізьке міське, Південне Криворізьке міське, Криворізьке районне, Нікопольське міське, Нікопольське районне, Апостолівське, Жовтоводське, Софіївське, Томаківське, Широківське. Станом на 2009 рік в єпархії діяло 239 парафій.
Кафедральним собором є Спасо-Преображенський кафедральний собор в Кривому Розі. Єпархіальне управління розташоване за адресою вул. Церковна, 4.

### Монастирі
- Святого священномученика Володимира, митрополита Київського, чоловічий монастир (Кривий Ріг)
- Свято-Покровський жіночий монастир (Кривий Ріг)

## Єпископи

### Криворізьке вікаріатство Дніпропетровської єпархії
- Порфирій (Гулевич) (8 липня 1928 — 18 вересня 1930)

### Криворізька єпархія
- Єфрем (Кицай) (з 13 вересня 1996)

## Храми
- Спасо-Преображенський кафедральний собор

### Дореволюційні церкви
- Миколаївська церква, Кривий Ріг — заснований у 1761 р. перебудований у 1862 р., щруйнований у 1930-ті рр. Відновлений поблизу історичного місця.
- Покровська церква с. Лозуватка Криворізького району — заснована 1788 року. Освячена 1793 року. Перебудована 1820 року. Зруйнована у 1930-ті. Невідновлена.[4]
- Михайлівська церква (у Веселих Тернах) Тернівський район міста Кривого Рогу — заснована 1791 року. Освячена 1806 року. Закрита 1933 року. Зруйнована 1936 року. Відновлюється поблизу історичного місця.[5]
- Храм Різдва Пресвятої Богородиці, Кривий Ріг — заснований 1886 року. Закритий 1932 року. Відновлений 1991 року.[6]
- Покровська церква, Кривий Ріг, селище Карнаватка — заснована у 1884 р., збудована і освячена у 1888 р. Зруйнована у 1964 р., відновлена у 2001 р.
- Вознесенська церква, Кривий Ріг — збудована і освячена у 1904 р., зруйнована у 1934 р. Невідновлена.

## Події
На відзначення 15-ліття утворення Криворізької єпархії 29 вересня 2011 року в Кривому Розі у сквері Криворізького національного університету було встановлено пам'ятник «Десять заповідей».